# Dei Verbum
Dei Verbum (pol. Słowo Boże) – konstytucja dogmatyczna o Objawieniu Bożym, jeden z ważniejszych dokumentów soboru watykańskiego II. Została ogłoszona przez papieża Pawła VI 18 listopada 1965 roku przy aprobacie zgromadzenia biskupów (za głosowało 2344, przeciw 6).

## Treść
Konstytucja ma następujący układ:
1. Wstęp
2. O samym objawieniu
3. O przekazywaniu Objawienia Bożego
4. O boskim natchnieniu Pisma Św. i jego interpretacji
5. O Starym Testamencie
6. O Nowym Testamencie
7. O Piśmie Świętym w życiu Kościoła

### Pismo święte i Tradycja – przekazywanie Słowa Bożego
Konstytucja Dei Verbum mówi o wydarzeniu objawiającego się Boga. Stąd wiele miejsca zajmuje refleksja nad wieloma aspektami Słowa Bożego. Poprzez ogłoszenie Konstytucji, Sobór dał faktycznie aprobatę odnowionemu rozumieniu znaczenia Słowa Bożego w życiu Kościoła i chrześcijan. Ojcowie Soboru wyrazili nadzieję, że Słowo Boże okaże się dla Kościoła źródłem nowej gorliwości duchowej: 

Jak dzięki częstemu sprawowaniu tajemnicy Eucharystii wzrasta życie Kościoła, tak wzmożona cześć dla Bożego Słowa, które „trwa na wieki” (Iz 40,8; 1P 1,23-25), przyniesie – jak wolno ufać – życiu duchowemu nowy zapał /Dei Verbum 26/.

W Konstytucji Sobór ukazał konieczność zachowania równowagi pomiędzy Pismem Świętym a Tradycją Kościoła w przekazywaniu Słowa Bożego nowym pokoleniom chrześcijan. Zwracano uwagę, że Słowo Boga, jako wydarzenie objawiającego się Boga, jest czymś uprzednim względem słowa pisanego Biblii. Tradycja zaś, dzięki pomocy Ducha Świętego, przekazuje w sposób żywy i wierny to słowo we wspólnotach Kościoła istniejących po zakończeniu objawienia apostolskiego. Razem, Pismo Święte i Tradycja, stanowią nierozerwalną jedność w służbie żywemu Słowu Bożemu:

Albowiem Pismo Święte jest słowem Boga utrwalonym na piśmie pod natchnieniem Ducha Bożego; święta zaś Tradycja Słowo Boga powierzone Apostołom przez Chrystusa Pana i Ducha Świętego przekazuje w całości następcom Apostołów, aby w swoim przepowiadaniu oświeceni Duchem prawdy wiernie go strzegli, ukazywali je i szerzyli. (...) Święta Tradycja i Pismo Święte stanowią powierzony Kościołowi jeden święty depozyt Słowa Bożego, na którym opierając się, cały lud święty zjednoczony wokół swoich pasterzy trwa nieustannie w nauce Apostołów, we wspólnocie, w łamaniu chleba i modlitwie (por. Dz 2,42) /Dei Verbum 9-10/.

Konstytucja podkreśliła też, że interpretacja spisanego Słowa Bożego, czyli Biblii, jak również „przekazanego w Tradycji”, została powierzona „samemu tylko żywemu Magisterium Kościoła” (Dei Verbum 10).

### Pismo Święte a historia zbawienia
Ważny tematem, na jaki zwrócono uwagę w konstytucji było to, że Pismo Święte jest faktycznie historią zbawienia.
Dokument podkreśla też, że Pismo Święte, a szczególnie Ewangelie, zawierają fakty historyczne:

Święci zaś autorowie napisali cztery Ewangelie, wybierając niektóre z wielu wiadomości przekazanych ustnie lub pisemnie, ujmując pewne rzeczy syntetycznie lub objaśniając, przy uwzględnieniu sytuacji Kościołów, zachowując wreszcie formę przepowiadania, ale zawsze tak, aby nam przekazać szczerą prawdę o Jezusie.